# 野性の叫び (1972年の映画)
『野性の叫び』（やせいのさけび、原題：The Call of the Wild）は、1972年に公開された冒険映画。ジャック・ロンドン原作の「野性の呼び声」の映画化。チャールトン・ヘストン主演。

## キャスト
※括弧内は日本語吹替（初回放送1974年12月25日『水曜ロードショー』）
- ジョン・ソーントン：チャールトン・ヘストン（納谷悟朗）
- カライオピー・ローレント：ミシェル・メルシェ
- ピート：レイモンド・ハームストルフ（新克利）
- ブラック・バートン：ジョージ・イーストマン
- メルセデス：マリア・ローム
- セズ：ファン・ルイス・ガリアルド
- チャーリー：サンチョ・グラシア
- ミラー判事：アルフレド・マヨ

## スタッフ
- 監督：ケン・アナキン
- 製作：ハリー・アラン・タワーズ
- 原作：ジャック・ロンドン
- 脚本：ピーター・ウェルベック、ウィン・ウェルズ、ピーター・イェルダム
- 撮影：ジョン・カブレラ
- 編集：テルマ・コネル
- 音楽：カルロ・ルスティケッリ